# Zaberfeld
Zaberfeld là một thị xã ở huyện Heilbronn trong bang Baden-Württemberg ở nước Đức. Đô thị này có diện tích km², dân số thời điểm 31 tháng 6 năm 2006 là người.
Zaberfeld nằm ở Zabergäu, góc tây nam của huyện Heilbronn, đầu nguồn sông Zaber.

## Khu vực giáp ranh
Zaberfeld giáp với các khu vực (từ phía bắc, theo chiều kim đồng hồ): Eppingen, Pfaffenhofen (cả hai thuộc huyện Heilbronn), Sachsenheim (huyện Ludwigsburg), Sternenfels (Enzkreis), Kürnbach và Sulzfeld (cả hai thuộc huyện Karlsruhe).
Zaberfield gồm Zaberfeld, Leonbronn, Michelbach và Ochsenburg.